# 激基缔合物

激基缔合物能级图

激基缔合物（excimer，由 excited dimer 缩写）或称准分子、受激子、激發雙體，指由两分子相同物质形成的短寿命二聚体分子。异核双分子形成的复合物则被称为激基复合物（exciplex，由 excited complex 缩写）或激基复合体。
严格的说，激基缔合物指同核聚合体，而激基复合物指异核复合体，但实际使用常以激基缔合物一言以蔽之，有时甚至可以指一分子内两个部分缔合的产物。
形成激基缔合物的两分子物质中有一种具有满的价层电子构型（如稀有气体的排布），而通常的分子价层电子排布存在空缺，若两分子物质均处于基态将无法形成共价键。因此，仅当这两分子物质有一分子处于激发态时才会满足轨道成键要求，形成激基缔合物。激基缔合物常为双原子分子，且寿命极短，只有纳秒级。但如果大量激基缔合物分子形成了里德伯分子簇，其寿命便能上升至秒级。

## 理论概览

分子轨道图

在分子轨道理论体系中，典型基态分子的电子排布于最低能级轨道。根据泡利原理，一个轨道最多可由两个电子占据；如果一个轨道填充了两个电子，则它们必须处于相反的自旋状态。已填满电子的最高能级的分子轨道称为最高占据分子轨道（HOMO，Highest Occupied Molecular Orbital），未填充电子的最低能级的分子轨道称为最低未占分子轨道（LUMO，Lowest Unoccupied Molecular Orbit）；这两个状态之间的能级间隙称为HOMO-LUMO带隙。如果分子吸收了能量等于此带隙数值的光子，则HOMO中的电子便可激发至LUMO，此时分子便跃迁到激发态。
当所要形成的二聚体组分之一处于激发态而另一组分处于基态时，便能形成激基缔合物。准分子跃迁回基态时，其组分又发生分离，并常常相互排斥，从而以释放光子的形式衰变，发出激光。激基缔合物衰变得到的激光波长比单分子受激体衰变得到的波长更长，能量更小。因此，可以通过发射光谱来检测激基缔合物。
激基缔合物的形成取决于两个分子的相互作用，所以提高单体的浓度可以促进其形成。低浓度条件往往只能产生产生受激发的单体，因为这些受激发的单体在还没来得及与未受激发的单体发生相互作用之前，便衰变回基态。
常通过光激发、放电等方法得到激发态的分子，进而得到激基缔合物。激基缔合物一般在等离子体介质中生产，因为其中的高浓度电子对激基缔合物形成有着促进作用。

## 生成与衰变机制

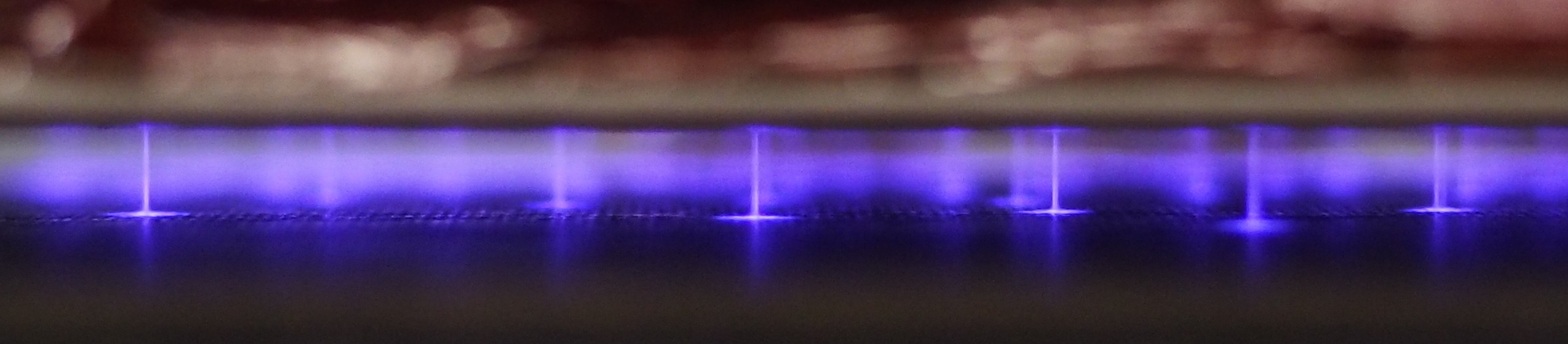
DBD，一种电容放电

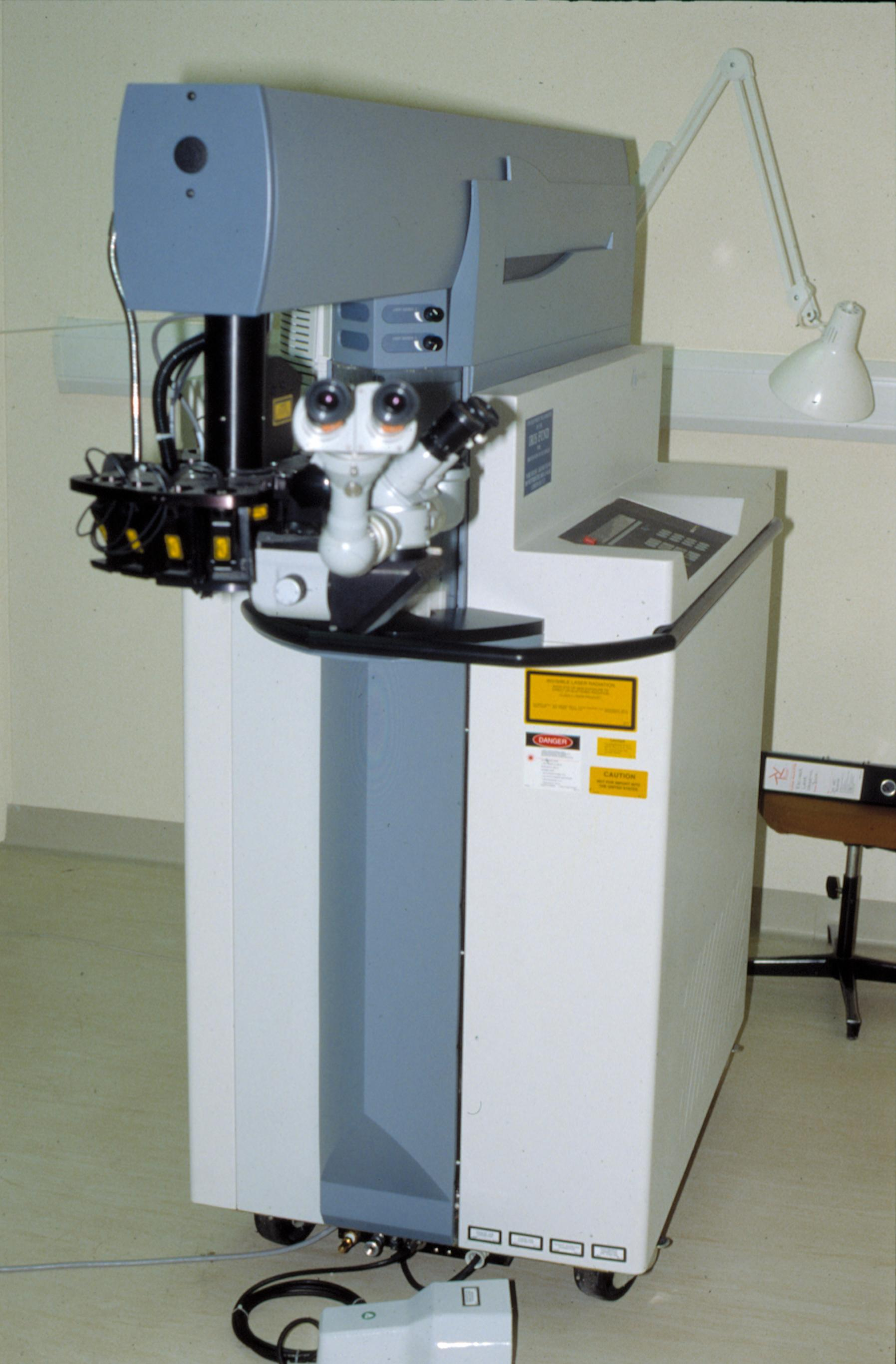
一台准分子激光器

放电是最常用的激基缔合物生成法，常用不同的具体方法有：辉光放电、脉冲放电、电容放电、横纵向放电、容积放电、火花放电和微空心放电等。

### 稀有气体激基缔合物的生成
首先是激发态物质的形成，通常有如下三种途径：
- 电子激发（英语：Electron excitation）

Rg + e− → Rg* + e−
- 直接电离

Rg + e− → Rg+ + 2e−
- 分步电离

Rg + e− → Rg* + e−
Rg* + e− → Rg+ + 2e−
当等离子体介质中积累了足够浓度的激发态物质时，激基缔合物便可以通过如下反应式生成：
Rg* + Rg + M → Rg2* + M
由这个三原子反应式可以看出，激基缔合物生成速率与Rg*浓度成正比，与Rg（M）浓度的平方成正比，因此提高体系中稀有气体浓度（常通过加压实现）可以提高得到激基缔合物反应的速率。但是过高的稀有气体浓度也会导致发生无辐射猝灭反应，即激基缔合物没有释放所欲得到的紫外光，便在与普通稀有气体原子的碰撞中发生衰变。
Rg2* + Rg → Rg* + 2Rg

### 稀有气体卤化物激基复合物的形成
稀有气体卤化物激基缔合物的形成较稀有气体激基缔合物更为复杂，主要途径有二：
- 等离子体重组

X2 + e− → X + X−；Rg + e− → Rg+ + 2e−
Rg+ + X− + M → RgX* + M
- 鱼叉反应（英语：Harpoon reaction）

Rg* + X2 → RgX* + X
或 Rg* + AX → RgX* + A
或 Rg+ + AX → RgX* + A+

使用碱金属卤化物，通过鱼叉反应，可以在低压下得到激基复合物，使得反应具备了实用性。

### 衰变辐射
常规激基缔合物具有电荷转移（CT）性质，能发生荧光猝灭反应，放出紫外光。稀有气体激基缔合物和稀有气体卤化物激基复合物的衰变辐射过程如下：
{\displaystyle {Rg_{2}^{*}\ {\xrightarrow[{}]{\tau }}\ Rg+Rg+h\nu }}
{\displaystyle {RgX^{*}\ {\xrightarrow[{}]{\tau }}\ Rg+X+h\nu }}
此过程中放出的{\displaystyle {h\nu }}光子处于紫外波段。

## 科学实例

### 无机化学
| 激基缔合物 | 组分分子  | 放射波长峰值 |
| ---------- | --------- | ------------ |
| XeCl       | Xe + Cl 2 | 308 nm       |
| KrF        | Kr + NF 3 | 248 nm       |
| ArF        | Ar + F 2  | 193 nm       |

无机化学领域中，常在稀有气体化学分支进行探究。较为活泼的氩、氪和氙是研究的一类主体，它们的短寿命一卤化物便是一类典型的无机双原子激基缔合物。下面以氪举例（氩可等价替换）。
形成一氟化氪激基缔合物：
2 Kr + F
2 → 2 KrF
一氟化氪激基缔合物衰变：
2 KrF → 2 Kr + F
2

### 有机化学与生物物理学
有机化学领域中，许多反应经历了激基缔合物的中间过程，在共轭体系相互作用的光化学环加成反应中尤为常见。例如简单的芳香化合物与烯烃的反应，通式如下：

图中得到A产物（邻位产物）发生了[2+2]环加成反应，得到B产物（间位产物）发生了[2+3]环加成反应，得到C产物（对位产物）发生了[2+4]环加成反应（狄尔斯–阿尔德反应）。无论哪种途径，都是苯进入激发态，与双键体系形成了激基复合物，继而关环。形成激基缔合物的反应具有区域选择性。通常形成激基缔合物时转移的电荷量越多，越有利于形成邻位加合物，而越不利于形成间位加合物。
芘是生物物理学中激基缔合物的一个典型应用，含芘基团间形成激基缔合物的反应，常可用于测定生物分子的构型与间距。

## 现实用途
| 准分子 | 波长 （纳米） | 相对功率 （毫瓦） |
| ------ | ------------- | ----------------- |
| Ar2*   | 126 nm        |                   |
| Kr2*   | 146 nm        |                   |
| F2*    | 157 nm        |                   |
| Xe2*   | 172 & 175 nm  |                   |
| ArF    | 193 nm        | 60                |
| KrF    | 248 nm        | 100               |
| XeBr   | 282 nm        |                   |
| XeCl   | 308 nm        | 50                |
| XeF    | 351 nm        | 45                |
| KrCl   | 222 nm        | 25                |

稀有气体与卤原子形成的无机双原子激基缔合物，如一氯化氙，由于具有衰变的特性，且释放光波处于紫外波段，常用来制造准分子激光器，这是激基缔合物分子最广泛的实际用途。
医学上运用准分子激光器进行激光矫视，也就是准分子激光原位角膜磨镶术（英語：LASIK，Laser-Assisted In Situ Keratomileusis）。
准分子激光器在微电子芯片制造业用于制造高分辨率光刻机，是10nm精度以下芯片制造技术的核心，被誉为50年激光光刻史上的里程碑。
科研工作中亦广泛使用准分子激光器制造仪器，比如染料激光器、脉冲激光沉积系统等。

### 准分子激光发明简史

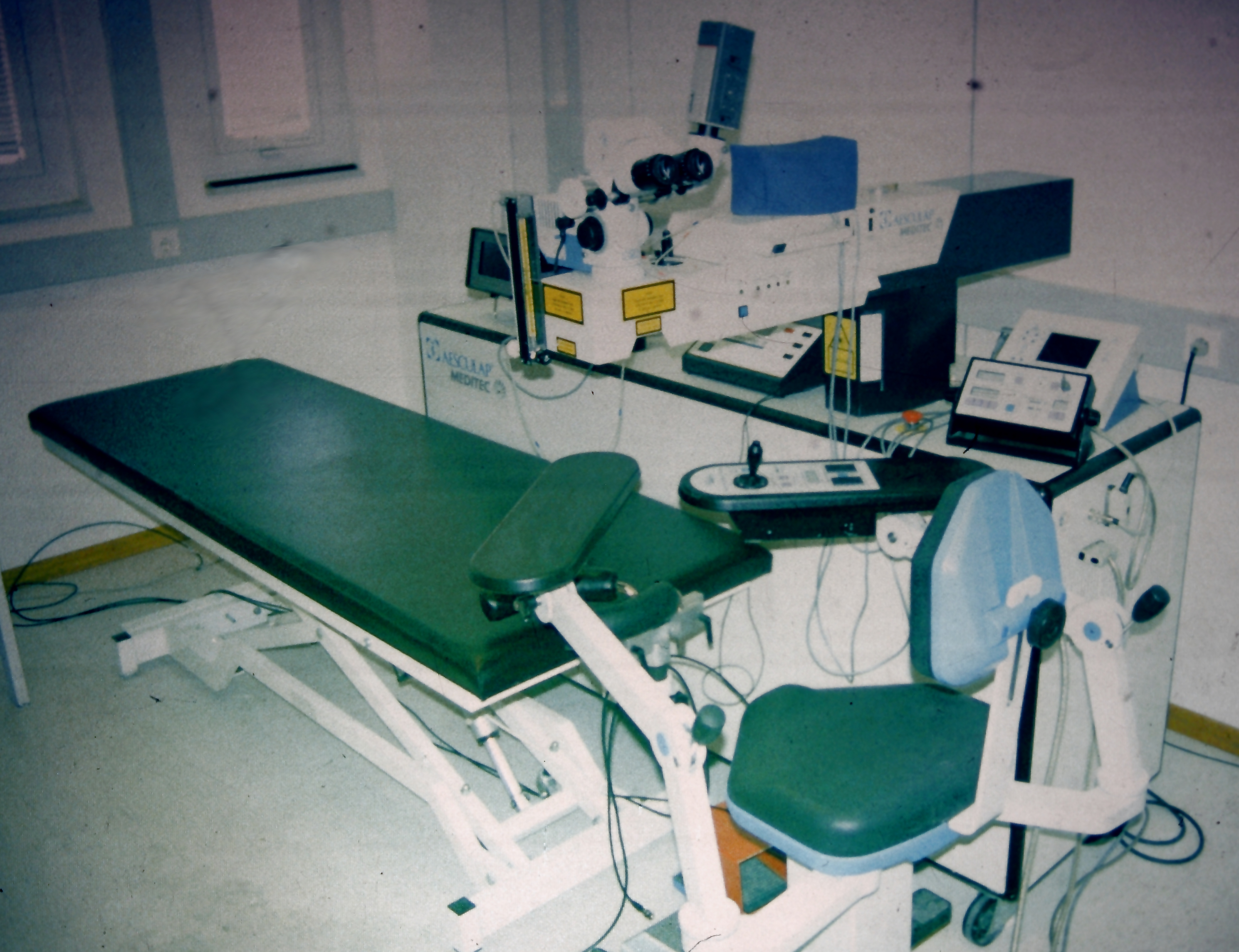
第一台LASIK手术中，I. Pallikaris所使用的准分子激光设备

- 1985年，纽约市哥伦比亚大学Edward S. Harkness眼科研究所的Steven Trokel首次在放射角膜切开术中运用了准分子激光。[37]
- 1986年，Rangaswamy Srinivasan和James Wynne申请了紫外线准分子激光的相关专利，并在1988年获准生效。[38]
- 1989年，格拉姆·佩曼（英语：Gholam A. Peyman）成功获得了使用准分子激光来矫正角膜曲率的专利。[39]